# 3-Mannigfaltigkeit
Als 3-Mannigfaltigkeit oder 3-dimensionale Mannigfaltigkeit werden in der Mathematik Räume bezeichnet, die lokal wie der 3-dimensionale euklidische Raum aussehen.

## Beispiele

### Euklidischer Raum
Der euklidische Raum {\displaystyle \mathbb {R} ^{3}} ist das einfachste Beispiel einer 3-Mannigfaltigkeit. Er ist nicht-kompakt und einfach zusammenhängend. Jede 3-Mannigfaltigkeit ist lokal homöomorph zum {\displaystyle \mathbb {R} ^{3}}.
Die euklidische Metrik auf dem {\displaystyle \mathbb {R} ^{3}} ist eine flache Metrik, das heißt ihre Schnittkrümmung ist konstant Null. Es gibt aber zahlreiche andere riemannsche Metriken auf dem {\displaystyle \mathbb {R} ^{3}}. Insbesondere ist der {\displaystyle \mathbb {R} ^{3}} homöomorph zum hyperbolischen Raum, dessen Schnittkrümmung konstant −1 ist.

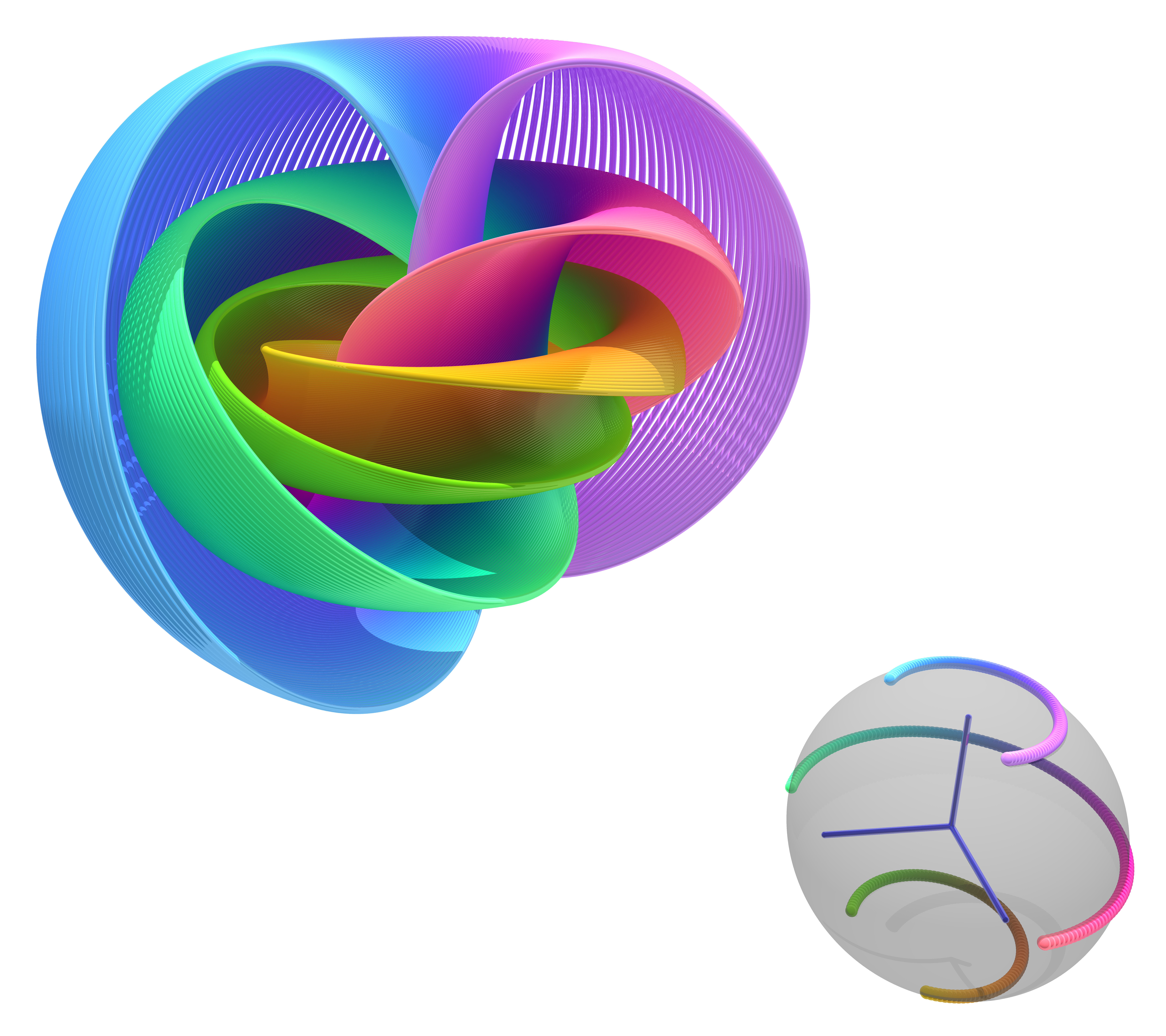
Die Hopf-Faserung von über : Punkte auf der 2-Sphäre haben dieselbe Farbe wie die über ihnen liegende Faser der 3-Sphäre.

### 3-Sphäre
Die 3-dimensionale Sphäre ist kompakt und einfach zusammenhängend. Die von Perelman bewiesene Poincaré-Vermutung besagt, dass sie die einzige einfach zusammenhängende, geschlossene Mannigfaltigkeit ist. Sie also die einfachste geschlossene 3-Mannigfaltigkeit.
Die Einbettung als Einheitssphäre in den {\displaystyle \mathbb {R} ^{4}} stattet sie mit einer riemannschen Metrik aus, deren Schnittkrümmung konstant +1 ist.

### SU(2)
Die Lie-Gruppe SU(2) ist diffeomorph zur 3-Sphäre.
{\displaystyle \operatorname {SU} (2)} ist eine zweifache Überlagerung von {\displaystyle \operatorname {SO} (3)} und insbesondere isomorph zur Spingruppe {\displaystyle \operatorname {Spin} (3)}, die mithin ebenfalls zur {\displaystyle S^{3}} diffeomorph ist.

### Whitehead-Mannigfaltigkeit
Die Whitehead-Mannigfaltigkeit ist eine einfach zusammenhängende, nicht-kompakte 3-Mannigfaltigkeit, die nicht zum {\displaystyle \mathbb {R} ^{3}} homöomorph ist, denn sie ist nicht „einfach zusammenhängend im Unendlichen“. Whitehead entdeckte sie als Gegenbeispiel zu einem Analogon der Poincaré-Vermutung für nicht-kompakte Mannigfaltigkeiten.

### 3-Torus
Den 3-dimensionalen Torus erhält man durch Identifizieren der gegenüberliegenden Seitenflächen eines Würfels, oder als Produktraum dreier Kreise.
Seine Fundamentalgruppe ist die freie abelsche Gruppe {\displaystyle \mathbb {Z} ^{3}}, seine universelle Überlagerung ist der {\displaystyle \mathbb {R} ^{3}}.
Der 3-Torus trägt flache Metriken, d. h. riemannsche Metriken der Schnittkrümmung konstant Null. Jede solche Metrik erhält man durch eine Realisierung des 3-Torus als {\displaystyle \mathbb {R} ^{3}/L} für ein Gitter {\displaystyle L\subset \mathbb {R} ^{3}}. Der Modulraum solcher Gitter ist {\displaystyle \operatorname {SL} (3,\mathbb {Z} )\backslash \operatorname {SL} (3,\mathbb {R} )}, der Modulraum der flachen Metriken ist {\displaystyle \operatorname {SL} (3,\mathbb {Z} )\backslash \operatorname {SL} (3,\mathbb {R} )/\operatorname {SO} (3)}.

### Projektiver Raum
Der reell projektive Raum {\displaystyle \mathbb {R} P^{3}} ist der Quotientenraum der Einheitssphäre bzgl. der Identifizierung {\displaystyle x\sim -x} für alle {\displaystyle x\in S^{3}\subset \mathbb {R} ^{4}}. Er hat demzufolge die Fundamentalgruppe {\displaystyle \mathbb {Z} /2\mathbb {Z} }, universelle Überlagerung {\displaystyle S^{3}}, und er ist eine sphärische Mannigfaltigkeit, d. h. er trägt eine riemannsche Metrik der Schnittkrümmung konstant 1.
Die projektive lineare Gruppe {\displaystyle \operatorname {PGL} (3,\mathbb {R} )} wirkt auf {\displaystyle \mathbb {R} P^{3}}.

### SO(3)
Die Lie-Gruppe {\displaystyle \operatorname {SO} (3)} ist diffeomorph zum {\displaystyle \mathbb {R} P^{3}}.

### Poincaré-Homologiesphäre
Die Poincaré-Homologiesphäre ist eine sphärische 3-Mannigfaltigkeit, deren Fundamentalgruppe die Ordnung 120 hat. Ihre Homologiegruppen sind isomorph zu denen der {\displaystyle S^{3}}.
Man konstruiert sie als Quotienten {\displaystyle S^{3}/\Gamma }, wobei {\displaystyle \Gamma \subset \operatorname {SU} (2)=S^{3}} das Urbild der Gruppe A5 {\displaystyle \subset \operatorname {SO} (3)} der orientierungserhaltenden Symmetrien des regelmäßigen Dodekaeders unter der zweifachen Überlagerung {\displaystyle \operatorname {SU} (2)\to \operatorname {SO} (3)} ist.

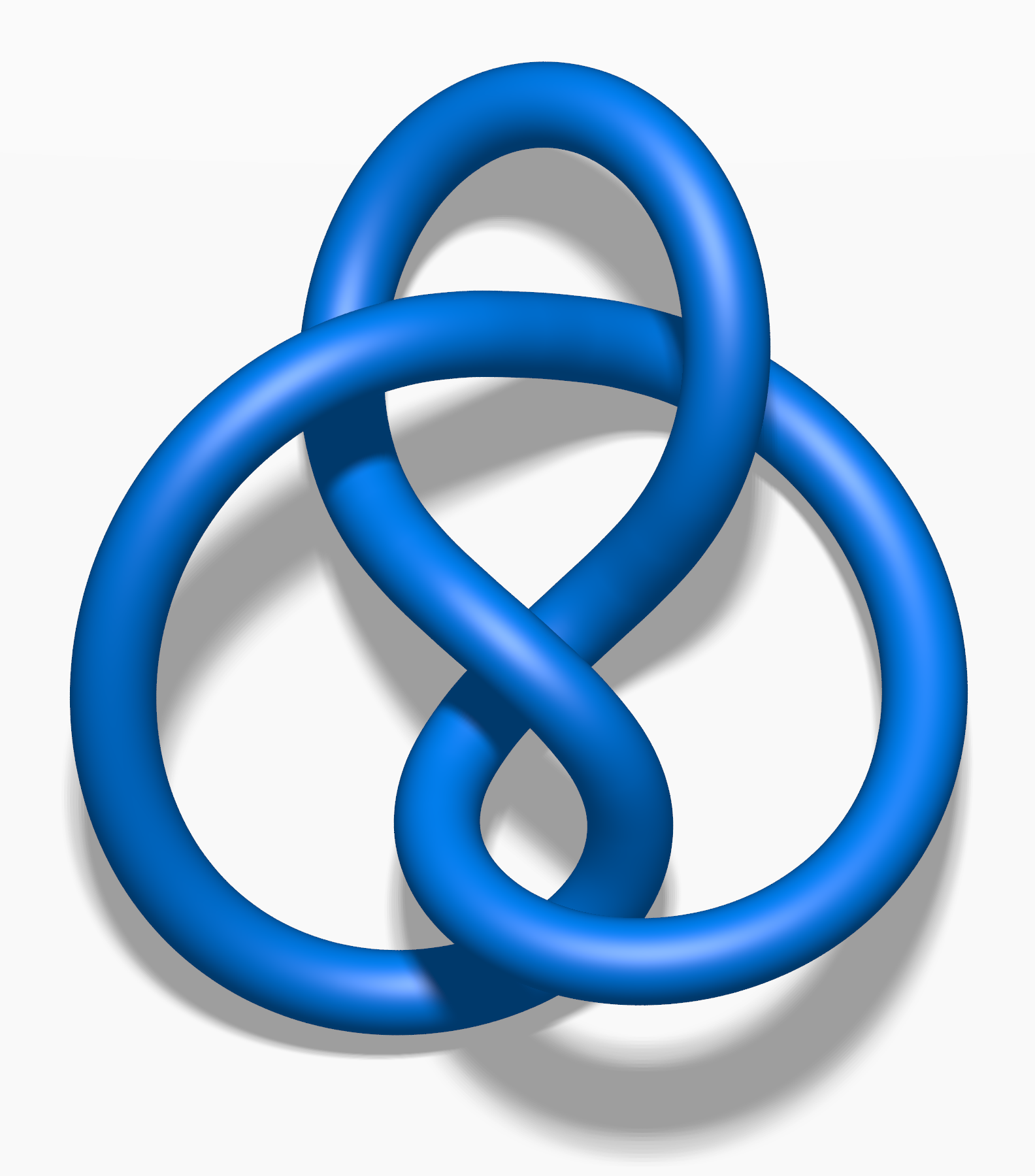
Achterknoten

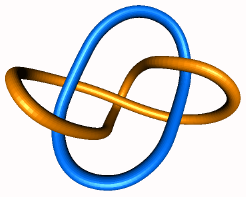
Whitehead-Verschlingung

### Weeks-Mannigfaltigkeit
Die Weeks-Mannigfaltigkeit ist die hyperbolische 3-Mannigfaltigkeit kleinsten hyperbolischen Volumens. Man erhält sie durch (5,1)- und (5,2)-Dehn-Chirurgie an den beiden Komponenten der Whitehead-Verschlingung.

### Gieseking-Mannigfaltigkeit
Die Gieseking-Mannigfaltigkeit ist die Mannigfaltigkeit kleinsten hyperbolischen Volumens unter den nicht-kompakten, hyperbolischen 3-Mannigfaltigkeiten. Sie entsteht aus einem regulären idealen Tetraeder durch eine geeignete Identifizierung zweier Paare von Seitenflächen. Insbesondere hat sie das Volumen eines regulären idealen Tetraeders, also die Gieseking-Konstante 1,0149…

### Achterknotenkomplement
Das Komplement des Achterknotens in der 3-Sphäre ist gemeinsam mit seiner durch (5,1)-Dehn-Chirurgie an einer der beiden Komponenten der Whitehead-Verschlingung konstruierten Schwestermannigfaltigkeit die Mannigfaltigkeit kleinsten hyperbolischen Volumens unter den orientierbaren, nicht-kompakten, hyperbolischen 3-Mannigfaltigkeiten. Es ist eine 2-fache Überlagerung der Gieseking-Mannigfaltigkeit, sein Volumen also das Doppelte der Gieseking-Konstante.
Es ist ein Faserbündel über dem Kreis, dessen Faser ein punktierter Torus und dessen Monodromie Arnolds Katzenabbildung ist.

### Komplement der Whitehead-Verschlingung
Das Komplement der Whitehead-Verschlingung ist eine hyperbolische 3-Mannigfaltigkeit mit zwei Spitzen. Ein Fundamentalbereich im hyperbolischen Raum ist der regelmäßige ideale Oktaeder. Das hyperbolische Volumen des Komplements der Whitehead-Verschlingung ist deshalb 3.663862377…, das Volumen des regelmäßigen idealen Oktaeders. Die Komplemente der Whitehead-Verschlingung und ihrer „Schwester“, der (-2,3,8)-Brezelverschlingung, sind die beiden orientierbaren, hyperbolischen 3-Mannigfaltigkeiten kleinsten Volumens, deren Rand aus mindestens zwei Zusammenhangskomponenten besteht.

## Klassen von 3-Mannigfaltigkeiten

### Sphärische 3-Mannigfaltigkeit
Eine sphärische 3-Mannigfaltigkeit {\displaystyle M} ist eine riemannsche Mannigfaltigkeit mit Schnittkrümmung konstant {\displaystyle +1}. Äquivalent ist sie von der Form {\displaystyle \Gamma \backslash S^{3}}, wobei {\displaystyle S^{3}} die 3-Sphäre und {\displaystyle \Gamma \subset \operatorname {Isom} (\mathbb {S} ^{3})} eine diskrete Untergruppe ihrer Isometriegruppe ist. Man hat dann {\displaystyle \pi _{1}M=\Gamma }.
Wegen {\displaystyle \operatorname {Isom} (S^{3})=\operatorname {SO} (4)} entsprechen die sphärischen 3-Mannigfaltigkeiten also eineindeutig den endlichen Untergruppen von {\displaystyle \operatorname {SO} (4)}.

### Linsenraum
Linsenräume sind sphärische Mannigfaltigkeiten {\displaystyle M}, bei denen die Fundamentalgruppe {\displaystyle \pi _{1}M} eine zyklische Gruppe ist.
Anders als für Haken-Mannigfaltigkeiten ist für Linsenräume durch die Fundamentalgruppe der Homöomorphietyp und selbst die Homotopieäquivalenzklasse noch nicht festgelegt. Reidemeister bewies mittels der später nach ihm benannten Reidemeister-Torsion, dass die homotopieäquivalenten Linsenräume {\displaystyle L(7,1)} und {\displaystyle L(7,2)} nicht homöomorph sind.

### Seifert-Faserung
Eine Seifert-Faserung ist eine 3-Mannigfaltigkeit, die sich in Fasern homöomorph zu {\displaystyle S^{1}} zerlegen lässt, so dass jede Faser entweder eine Umgebung homöomorph zu {\displaystyle S^{1}\times D^{2}} (reguläre Faser) oder eine Umgebung homöomorph zum Abbildungstorus der Rotation der Kreisscheibe um den Winkel {\displaystyle 360^{\circ }\cdot q/p} (singuläre Faser vom Typ {\displaystyle (p,q)}) besitzt.
Seifert-Faserungen sind die einfachsten Stücke in der JSJ-Zerlegung von 3-Mannigfaltigkeiten.

### I-Bündel
I-Bündel sind 3-Mannigfaltigkeiten mit Rand, die ein Faserbündel mit Faser homöomorph zum Intervall {\displaystyle I=\left[0,1\right]} über einer kompakten Fläche (evtl. mit Rand) sind. Sie kommen bei der JSJ-Zerlegung von Mannigfaltigkeiten mit nichtleerem Rand vor.

### Graph-Mannigfaltigkeit
Graph-Mannigfaltigkeiten wurden von Waldhausen ursprünglich definiert als 3-Mannigfaltigkeiten, die sich durch Aufschneiden entlang disjunkter, eingebetteter Tori in Kreisbündel zerlegen lassen. Eine äquivalente Bedingung ist, dass sie zusammenhängende Summe von 3-Mannigfaltigkeiten sind, die entweder Solv-Mannigfaltigkeiten sind oder in deren JSJ-Zerlegung nur Seifert-Faserungen vorkommen.

### Hyperbolische 3-Mannigfaltigkeit
Eine hyperbolische 3-Mannigfaltigkeit {\displaystyle M} ist eine vollständige riemannsche Mannigfaltigkeit mit Schnittkrümmung konstant {\displaystyle -1}. Äquivalent ist sie von der Form {\displaystyle \Gamma \backslash \mathbb {H} ^{3}}, wobei {\displaystyle \mathbb {H} ^{3}} der 3-dimensionale hyperbolische Raum und {\displaystyle \Gamma \subset \operatorname {Isom} (\mathbb {H} ^{3})} eine diskrete Untergruppe der Gruppe der Isometrien des hyperbolischen Raumes ist. Man hat dann {\displaystyle \pi _{1}M=\Gamma }.
Wegen {\displaystyle Isom^{+}(H^{3})=\operatorname {PSL} (2,\mathbb {C} )} entsprechen die orientierbaren, hyperbolischen 3-Mannigfaltigkeiten eineindeutig den Konjugationsklassen diskreter Untergruppen von {\displaystyle \operatorname {PSL} (2,\mathbb {C} )}.
Der Hyperbolisierungssatz besagt, dass eine geschlossene 3-Mannigfaltigkeit genau dann hyperbolisch ist, wenn sie irreduzibel ist, unendliche Fundamentalgruppe und keine zu {\displaystyle \mathbb {Z} ^{2}} isomorphe Untergruppe in ihrer Fundamentalgruppe hat.

### Haken-Mannigfaltigkeit
Eine Haken-Mannigfaltigkeit ist eine kompakte 3-Mannigfaltigkeit, die {\displaystyle P^{2}}-irreduzibel ist und eine eigentlich eingebettete, zweiseitige inkompressible Fläche enthält.
Haken-Mannigfaltigkeiten besitzen Hierarchien inkompressibler Flächen, durch die sie sich in eine Vereinigung disjunkter 3-dimensionaler Vollkugeln zerlegen lassen. Das ermöglicht es, Beweise für Haken-Mannigfaltigkeiten als Induktionsbeweise über die Länge einer Haken-Hierarchie zu führen.

### Gefaserte 3-Mannigfaltigkeit
Eine gefaserte 3-Mannigfaltigkeit ist eine 3-Mannigfaltigkeit der Form
{\displaystyle M_{f}:=\Sigma \times \left[0,1\right]/\sim ,\quad (x,0)\sim (f(x),1)\ \forall x\in \Sigma }
für eine Fläche {\displaystyle \Sigma } und einen Homöomorphismus {\displaystyle f\colon \Sigma \to \Sigma }.
Der Homöomoorphietyp von {\displaystyle M_{f}} hängt nur von der Abbildungsklasse von {\displaystyle f} ab. Eine 3-Mannigfaltigkeit kann auf unterschiedliche Weisen fasern.
Aus der Geometrisierung von 3-Mannigfaltigkeiten folgt für Flächen {\displaystyle \Sigma } vom Geschlecht {\displaystyle \geq 2}:
- {\displaystyle M_{f}} ist genau dann eine Seifert-Faserung, wenn die Abbildungsklasse von {\displaystyle f} periodisch ist,
- {\displaystyle M_{f}} hat genau dann eine nichttriviale JSJ-Zerlegung, wenn die Abbildungsklasse von {\displaystyle f} reduzibel ist.
- {\displaystyle M_{f}} ist genau dann hyperbolisch, wenn die Abbildungsklasse von {\displaystyle f} pseudo-Anosovsch ist.

Falls die Faser eine Fläche vom Geschlecht {\displaystyle 1}, also ein Torus ist, erhält man im Fall, dass {\displaystyle f} Anosovsch ist, eine Sol-Struktur auf {\displaystyle M_{f}}.

### Knotenkomplement
Ein Knotenkomplement ist der nach Entfernen eines Knotens aus der 3-Sphäre verbleibende Raum.
Zwei Knotenkomplemente sind genau dann homöomorph, wenn die Knoten äquivalent sind. Die entsprechende Aussage für Verschlingungen trifft nicht zu.
Aus der Geometrisierung von 3-Mannigfaltigkeiten folgt:
- ein Knotenkomplement ist genau dann eine Seifert-Faserung, wenn der Knoten ein Torusknoten ist,
- ein Knotenkomplement hat genau dann eine nichttriviale JSJ-Zerlegung, wenn der Knoten ein Satellitenknoten ist,
- ein Knotenkomplement ist genau dann eine hyperbolische Mannigfaltigkeit, wenn keiner der anderen beiden Fälle zutrifft.

## Konstruktionsprinzipien

### Heegaard-Zerlegung
Eine Heegaard-Zerlegung einer geschlossenen 3-dimensionalen Mannigfaltigkeit {\displaystyle M} besteht aus zwei Henkelkörpern {\displaystyle H_{1}} und {\displaystyle H_{2}} und einem Homöomorphismus {\displaystyle f:\partial H_{1}\rightarrow \partial H_{2}}, so dass {\displaystyle M} aus {\displaystyle H_{1}} und {\displaystyle H_{2}} durch Verkleben mittels {\displaystyle f} entsteht. Aus der Morse-Theorie folgt, dass jede geschlossene orientierbare 3-Mannigfaltigkeit eine Heegaard-Zerlegung besitzt.

### Dehn-Chirurgie
Die Dehn-Chirurgie ist ein Verfahren zur Konstruktion 3-dimensionaler Mannigfaltigkeiten, indem aus der 3-dimensionalen Sphäre ein Knoten herausgebohrt und anders wieder eingeklebt wird.
Jede geschlossene, orientierbare, zusammenhängende 3-Mannigfaltigkeit kann durch Dehn-Chirurgie an einer Verschlingung {\displaystyle L\subset S^{3}} in der 3-Sphäre konstruiert werden.

### Triangulierung

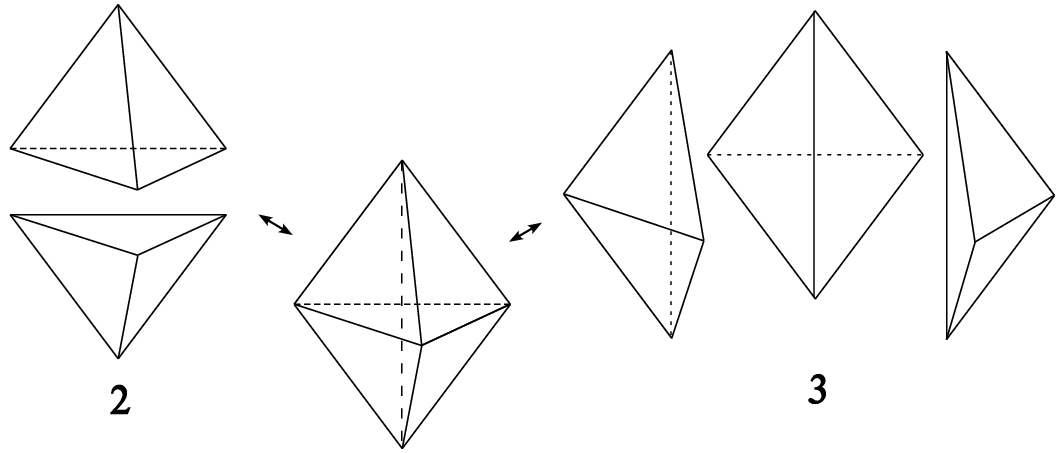
Pachner-Zug.

Eine Triangulierung einer 3-Mannigfaltigkeit {\displaystyle M} ist gegeben durch einen 3-dimensionalen Simplizialkomplex {\displaystyle K} und einen Homöomorphismus
{\displaystyle h\colon \vert K\vert \rightarrow X}
der geometrischen Realisierung {\displaystyle \vert K\vert } auf {\displaystyle M}.
Moise bewies 1952, dass alle 3-Mannigfaltigkeiten trianguliert werden können und dass für 3-Mannigfaltigkeiten die Hauptvermutung gilt: je zwei Triangulierungen derselben Mannigfaltigkeit besitzen eine gemeinsame Unterteilung. Insbesondere haben 3-Mannigfaltigkeiten eine eindeutige PL-Struktur.
Je zwei unterschiedliche Triangulierungen derselben Mannigfaltigkeit lassen sich durch eine Folge von Pachner-Zügen ineinander überführen.

## Invarianten

### Fundamentalgruppe
Die Fundamentalgruppe ist eine wichtige Invariante geschlossener 3-Mannigfaltigkeiten. Nicht-sphärische geometrische 3-Mannigfaltigkeiten und irreduzible 3-Mannigfaltigkeiten mit nichttrivialer JSJ-Zerlegung sind durch ihre Fundamentalgruppe bereits eindeutig festgelegt.
Der Rang der Fundamentalgruppe {\displaystyle \pi _{1}M} wird mit {\displaystyle \operatorname {rk} (M)} bezeichnet. Aus der Poincaré-Vermutung folgt, dass die 3-Sphäre die einzige geschlossene 3-Mannigfaltigkeit mit {\displaystyle \operatorname {rk} (M)=0} ist. Aus dem Satz von Grushko folgt
{\displaystyle \operatorname {rk} (M_{1}\sharp M_{2})=\operatorname {rk} (M_{1})+\operatorname {rk} (M_{2})}.

### Homologiegruppen
Die Homologiegruppen einer geschlossenen, orientierbaren 3-Mannigfaltigkeit {\displaystyle M} sind bereits eindeutig durch ihre Fundamentalgruppe festgelegt. Es ist nämlich {\displaystyle H_{1}(M)} die Abelisierung der Fundamentalgruppe, {\displaystyle H_{2}(M)} wegen Poincaré-Dualität deren Dual (mithin der Quotient von {\displaystyle H_{1}(M)} nach seiner Torsionsuntergruppe), sowie {\displaystyle H_{0}(M)=H_{3}(M)=\mathbb {Z} }.

### Thurston-Norm
Die Thurston-Norm ist eine Seminorm auf der zweiten Homologiegruppe {\displaystyle H_{2}(M)} einer orientierten 3-Mannigfaltigkeit. Sie misst die Komplexität der die Homologieklasse repräsentierenden eingebetteten Flächen.
Eingebettete Flächen, die die Thurston-Norm in ihrer Homologieklasse minimieren, sind Blätter einer straffen Blätterung.

### Hyperbolisches Volumen
Hyperbolisches Volumen ist eine topologische Invariante, weil es nach dem Starrheitssatz von Mostow-Prasad auf einer Mannigfaltigkeit der Dimension {\displaystyle {\displaystyle \geq 3}} höchstens eine hyperbolische Metrik endlichen Volumens geben kann. Eine Verallgemeinerung auf beliebige (nicht notwendig hyperbolische) Mannigfaltigkeiten ist das simpliziale Volumen, das im Fall von 3-Mannigfaltigkeiten die Summe der Volumina der hyperbolischen Stücke in der JSJ-Zerlegung (multipliziert mit dem Inversen der Gieseking-Konstante) gibt.
Die Volumenvermutung stellt einen Zusammenhang zwischen hyperbolischem Volumen und Quanteninvarianten von Knoten her, die bisher aber nur in wenigen Fällen bewiesen wurde.
Die hyperbolischen Volumina von 3-Mannigfaltigkeiten bilden eine wohlgeordnete Teilmenge der reellen Zahlen, d. h. jede Familie hyperbolischer 3-Mannigfaltigkeiten hat ein Element kleinsten Volumens. Es gibt jeweils nur endlich viele 3-Mannigfaltigkeiten mit demselben Volumen. Gabai-Meyerhoff-Milley entwickelten die Mom-Technologie, um vollständige Listen hyperbolischer Mannigfaltigkeiten kleinen Volumens zu erstellen.

### Chern-Simons-Invariante
Sei {\displaystyle M} eine geschlossene, orientierbare, hyperbolische 3-Mannigfaltigkeit und {\displaystyle \rho :\pi _{1}M\rightarrow \operatorname {PSL} (2,\mathbb {C} )} ihre Monodromiedarstellung, dann gilt für das assoziierte flache Bündel {\displaystyle E_{\rho }}
{\displaystyle CS(E_{\rho })=cs(M)+{\frac {i}{2\pi ^{2}}}vol(M)\in \mathbb {C} /\mathbb {Z} },
wobei {\displaystyle cs(M)} die Riemannsche Chern-Simons-Invariante des Levi-Civita-Zusammenhangs bezeichnet.
Die rechte Seite dieser Gleichung wird auch als komplexes Volumen bezeichnet.
Das Bild der Fundamentalklasse unter der Darstellung {\displaystyle \rho } definiert eine Homologieklasse
{\displaystyle (B\rho )_{*}\left[M\right]\in H_{3}(\operatorname {PSL} (2,\mathbb {C} )^{\delta };\mathbb {Z} )\simeq {\hat {B}}(\mathbb {C} )}
in der erweiterten Bloch-Gruppe und der Rogers-Dilogarithmus
{\displaystyle R:{\hat {B}}(\mathbb {C} )\rightarrow \mathbb {C} /2\pi ^{2}\mathbb {Z} }
bildet {\displaystyle (B\rho )_{*}\left[M\right]} auf {\displaystyle CS(E_{\rho })} ab. Das liefert eine explizite Formel für die Chern-Simons-Invariante und einen alternativen Beweis des Satzes von Yoshida.

### Casson-Invariante
Die Casson-Invariante ist eine Invariante 3-dimensionaler Homologiesphären. Für eine Heegaard-Zerlegung {\displaystyle M=H_{1}\cup _{S_{g}}H_{2}} ist sie {\displaystyle {\tfrac {(-1)^{g}}{2}}} mal die Schnittzahl der {\displaystyle \operatorname {SU} (2)}-Charaktervarietäten {\displaystyle {\mathcal {R}}(H_{1})} und {\displaystyle {\mathcal {R}}(H_{2})} in {\displaystyle {\mathcal {R}}(S_{g})}

### Heegaard-Geschlecht
Das Heegaard-Geschlecht {\displaystyle g(M)} einer kompakten, orientierbaren 3-Mannigfaltigkeit ist das minimale Geschlecht der Heegaard-Fläche in einer Heegaard-Zerlegung von {\displaystyle M}. Es gilt stets {\displaystyle g(M)\geq rk(M)}. Eine offene Vermutung besagt, dass für hyperbolische Mannigfaltigkeiten {\displaystyle g(M)=rk(M)} sei. Die Vermutung ist im Allgemeinen falsch für Seifert-Faserungen.

### Heegaard-Floer-Homologie
Heegaard-Floer-Homologie ist eine Invariante einer geschlossenen 3-Mannigfaltigkeit {\displaystyle M} mit Spinᶜ-Struktur. Sie wird mittels Heegaard-Zerlegung von {\displaystyle M} durch Lagrange-Floer-Homologie konstruiert. Man erhält mehrere Homologiegruppen, die durch exakte Sequenzen miteinander in Beziehung stehen.
Mittels Heegaard-Floer-Homologie kann man den Unknoten von allen nichttrivialen Knoten unterscheiden.

### Reidemeister-Torsion
Mit der Reidemeister-Torsion lassen sich die homotopieäquivalenten Linsenräume unterscheiden, für die andere Invarianten der algebraischen Topologie übereinstimmen.

### L2-Invarianten
Weil die Fundamentalgruppen {\displaystyle \pi _{1}M} von 3-Mannigfaltigkeiten residuell endlich sind, gibt es eine absteigende Folge {\displaystyle \Gamma _{n}\vartriangleleft \pi _{1}M} mit {\displaystyle \left[\pi _{1}M\colon \Gamma _{n}\right]<\infty } und {\displaystyle \cap _{n}\Gamma _{n}=0}. Dann lassen sich nach dem Approximationssatz von Lück die L2-Bettizahlen durch
{\displaystyle b_{i}^{(2)}(M)=\lim _{n}{\frac {b_{i}(M)}{\left[\pi _{1}M\colon \Gamma _{n}\right]}}}
berechnen. Die L2-Torsion von 3-Mannigfaltigkeiten ist proportional zum simplizialen Volumen.

### Turaev-Viro-Invarianten
Turaev-Viro-Invarianten sind über Zustandssummen definierte Invarianten geschlossener 3-Mannigfaltigkeiten.

### Knoteninvarianten
Weil nach dem Satz von Gordon-Luecke Knotenkomplemente genau dann homöomorph sind, wenn die Knoten äquivalent sind, sind Knoteninvarianten wie zum Beispiel Quanteninvarianten und das Alexander-Polynom auch topologische Invarianten von Knotenkomplementen.

## Strukturen auf 3-Mannigfaltigkeiten

### (G,X)-Struktur
Eine Mannigfaltigkeit hat eine {\displaystyle (G,X)}-Struktur für einen transitiven G-Raum {\displaystyle X}, wenn sie durch offene Mengen („Karten“) lokal homöomorph zu {\displaystyle X} überdeckt werden kann, so dass die Koordinatenübergänge Einschränkungen von Elementen aus {\displaystyle G} sind.
Eine Modellgeometrie ist eine differenzierbare Mannigfaltigkeit {\displaystyle X} mit einer differenzierteren Wirkung einer Lie-Gruppe {\displaystyle G}, die den folgenden Bedingungen genügt:
- {\displaystyle X} ist zusammenhängend und einfach zusammenhängend
- {\displaystyle G} wirkt transitiv mit kompakten Stabilisatoren (insbesondere gibt es auf {\displaystyle X} eine {\displaystyle G}-invariante Riemannsche Metrik)
- {\displaystyle G} ist maximal unter Gruppen, die durch Diffeomorphismen mit kompakten Stabilisatoren auf {\displaystyle X} wirken
- es gibt mindestens eine kompakte {\displaystyle (G,X)}-Mannigfaltigkeit.

Aus der letzten Bedingung folgt insbesondere, dass {\displaystyle G} unimodular sein muss. Es gibt zahlreiche Paare {\displaystyle (G,X)}, die alle Bedingungen mit Ausnahme der letzten erfüllen, zum Beispiel {\displaystyle G=X=\operatorname {Aff} (\mathbb {R} ^{2})}, die Lie-Gruppe der affinen Abbildungen der euklidischen Ebene.
Thurston hat bewiesen, dass es genau acht 3-dimensionale Modellgeometrien gibt:
- den euklidischen Raum {\displaystyle \mathbb {R} ^{3}},
- die dreidimensionale Sphäre {\displaystyle S^{3}} (Oberfläche einer vierdimensionalen Kugel),
- den hyperbolischen Raum {\displaystyle \mathbb {H} ^{3}},
- das Produkt von 2-Sphäre und Gerade, {\displaystyle S^{2}\times \mathbb {R} },
- das Produkt von hyperbolischer Ebene und Gerade, {\displaystyle H^{2}\times \mathbb {R} },
- {\displaystyle {\widetilde {\mathrm {SL} }}(2,\mathbb {R} )}, der universellen Überlagerung der speziellen linearen Gruppe {\displaystyle \mathrm {SL} (2,\mathbb {R} )}
- die Heisenberg-Gruppe {\displaystyle \mathrm {Nil} }
- die 3-dimensionale auflösbare Lie-Gruppe {\displaystyle \mathrm {Sol} }.

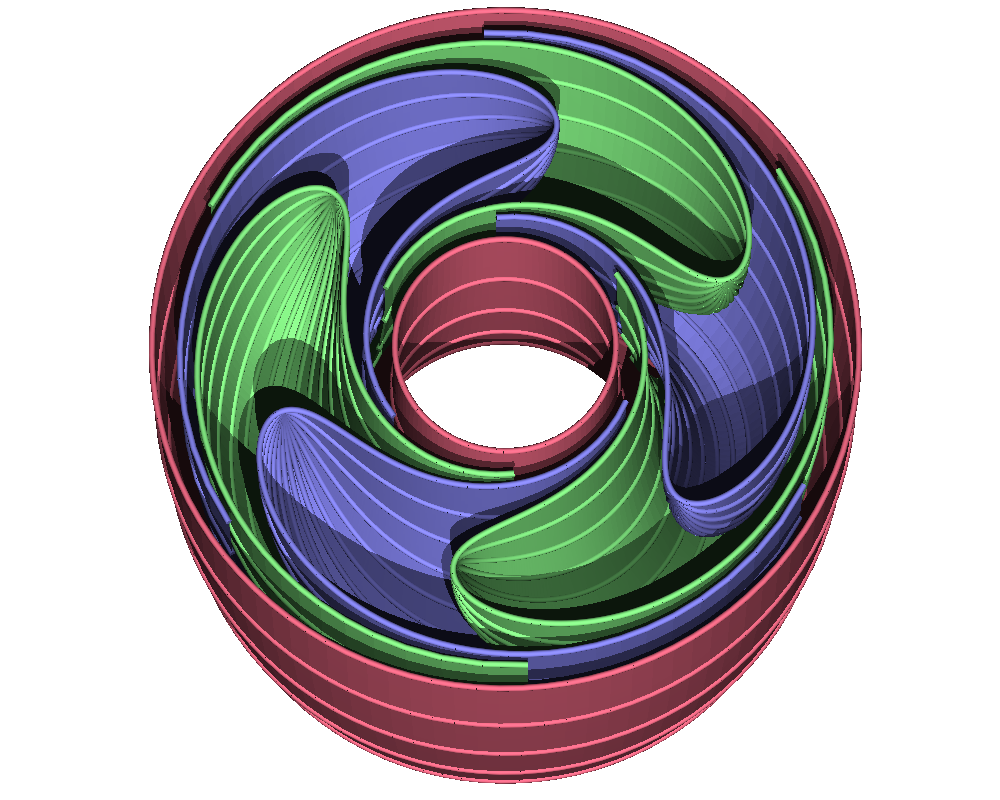
Querschnitt durch eine Reeb-Blätterung.

### Blätterung
Jede 3-Mannigfaltigkeit trägt Blätterungen der Kodimension 1, im Allgemeinen haben diese Blätterungen aber Reeb-Komponenten.
Gabai hat bewiesen, dass jede 3-Mannigfaltigkeit mit {\displaystyle H_{2}(M,\partial M)\not =0} eine straffe Blätterung trägt. Straffe Blätterungen haben keine Reeb-Komponenten.

### Laminierung
Eine Laminierung einer Mannigfaltigkeit {\displaystyle M} ist eine Blätterung einer abgeschlossenen Teilmenge von {\displaystyle M}.
In der Theorie der 3-Mannigfaltigkeiten sind vor allem wesentliche Laminierungen von Bedeutung.
Spezialfälle wesentlicher Laminierungen sind inkompressible Flächen und straffe Blätterungen.

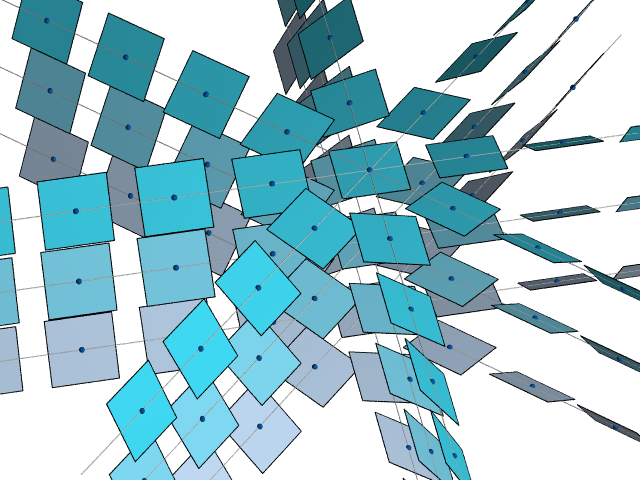
Die Standard-Kontaktstruktur des.

### Kontaktstruktur
In der 3-dimensionalen Kontaktgeometrie hat man eine Dichotomie zwischen straffen und überdrehten Kontaktstrukturen.
Eliashberg und Thurston haben bewiesen, dass jede Blätterung einer 3-Mannigfaltigkeit (mit Ausnahme der Produktblätterung von {\displaystyle S^{2}\times S^{1}}) durch Kontaktstrukturen approximiert werden kann und insbesondere straffe Blätterungen durch straffe Kontaktstrukturen approximiert werden können. Mithin folgt aus dem Satz von Gabai die Existenz straffer Kontaktstrukturen auf 3-Mannigfaltigkeiten mit {\displaystyle H_{2}(M,\partial M)\not =0}.

## Grundlegende Resultate

### Satz von Moise
Der Satz von Moise besagt, dass jede 3-Mannigfaltigkeit eine eindeutige PL-Struktur und eine eindeutige Differentialstruktur besitzt.

### Primzerlegung
Als Prim-Zerlegung einer geschlossenen zusammenhängenden {\displaystyle 3}-dimensionalen Mannigfaltigkeit {\displaystyle M} wird eine Zerlegung als zusammenhängende Summe von endlich vielen Prim-Mannigfaltigkeiten bezeichnet, also
{\displaystyle M=M_{1}\sharp \ldots \sharp M_{k}}
mit Prim-Mannigfaltigkeiten {\displaystyle M_{1},\ldots ,M_{k}} (den Primkomponenten).
Die Existenz der Prim-Zerlegung für 3-Mannigfaltigkeiten wurde 1924 von Kneser bewiesen, ihre Eindeutigkeit 1962 von Milnor.

### JSJ-Zerlegung
Ein Satz von Jaco-Shalen und Johannson besagt, dass jede irreduzible, geschlossene 3-dimensionale Mannigfaltigkeit eine bis auf Isotopie eindeutige (nicht notwendig zusammenhängende) Seifert-gefaserte Untermannigfaltigkeit mit atoroidalem Komplement besitzt. Diese wird auch als charakteristische Untermannigfaltigkeit bezeichnet.
Die JSJ-Zerlegung ist eine wichtige Voraussetzung für die Geometrisierung von 3-Mannigfaltigkeiten. Jede Seifert-gefaserte Mannigfaltigkeit lässt sich geometrisieren und jede atoroidale irreduzible 3-Mannigfaltigkeit trägt eine hyperbolische Metrik.
Für Mannigfaltigkeiten mit Rand hat man ebenfalls eine JSJ-Zerlegung, hier besteht die charakteristische Untermannigfaltigkeit nicht nur aus Seifert-Faserungen, sondern auch aus I-Bündeln.

### Dehns Lemma
Dehns Lemma besagt, dass ein eine immersierte Kreisscheibe in einer 3-Mannigfaltigkeit berandender eingebetteter Kreis auch eine eingebettete Kreisscheibe berandet.

### Sphärensatz
Der Sphärensatz besagt, dass es in einer 3-Mannigfaltigkeit mit nichttrivialer zweiter Homotopiegruppe stets eingebettete, nicht null-homotope 2-Sphären geben muss.

### Endlichkeitssätze von Kneser und Haken
Der von Wolfgang Haken bewiesene Endlichkeitssatz besagt, dass es zu einer kompakten, irreduziblen 3-Mannigfaltigkeit {\displaystyle M} eine ganze Zahl {\displaystyle c(M)} gibt, so dass für jede Menge von {\displaystyle k>c(M)} disjunkten, eingebetteten, zweiseitigen, inkompressiblen Flächen {\displaystyle \left\{S_{1},\ldots ,S_{k}\right\}} eine der Komponenten von {\displaystyle \textstyle M\setminus \bigcup _{i=1}^{k}S_{i}} ein Produkt {\displaystyle S_{i}\times \left[0,1\right]} sein muss.
Der entsprechende Satz für eingebettete 2-Sphären war bereits von Kneser bewiesen worden und war der Hauptschritt im Existenzbeweis der Primzerlegung.

### Torus-Satz
Es sei {\displaystyle M} eine orientierbare irreduzible 3-Mannigfaltigkeit, deren Fundamentalgruppe eine Untergruppe isomorph zu {\displaystyle \mathbb {Z} \oplus \mathbb {Z} } enthält. Dann ist {\displaystyle M} entweder eine Seifert-Faserung oder es gibt einen eingebetteten inkompressiblen Torus {\displaystyle T^{2}\subset M}.

### Satz über den kompakten Kern
Jede 3-Mannigfaltigkeit {\displaystyle M} mit endlich erzeugter Fundamentalgruppe hat einen kompakten Kern, d. h. eine kompakte Untermannigfaltigkeit, deren Inklusion in {\displaystyle M} eine Homotopieäquivalenz ist.

### Satz von Lickorish-Wallace
Jede geschlossene, orientierbare, zusammenhängende 3-Mannigfaltigkeit kann durch Dehn-Chirurgie an einem Link {\displaystyle L\subset S^{3}} in der 3-Sphäre konstruiert werden. Man kann sogar erreichen, dass alle Komponenten von {\displaystyle L} unverknotet und dass alle Koeffizienten {\displaystyle -{\tfrac {b_{i}}{d_{i}}}=\pm 1} sind.

### Poincaré-Vermutung
Die von Perelman bewiesene Poincaré-Vermutung besagt, dass jede kompakte, einfach zusammenhängende 3-Mannigfaltigkeit homöomorph zur {\displaystyle S^{3}} ist.

### Hyperbolisierung
Die von Grigori Perelman bewiesene Thurston-Vermutung besagt, dass jede atoroidale irreduzible 3-Mannigfaltigkeit eine hyperbolische Metrik trägt.

### Geometrisierung
Das Ziel der Geometrisierung ist, nach der Zerlegung einer 3-Mannigfaltigkeit in Grundbausteine auf jedem dieser Bausteine eine charakteristische geometrische Struktur zu finden. Die von Thurston aufgestellte Vermutung, dass dies immer möglich ist, stellt eine Verallgemeinerung der Poincaré-Vermutung dar und wurde von Grigori Perelman mit seinen Arbeiten zum Ricci-Fluss bewiesen.
Präzise besagt die Geometrisierung, dass die Stücke der JSJ-Zerlegung einer kompakten 3-Mannigfaltigkeit eine {\displaystyle (G,X)}-Struktur tragen.

### Seifert-Faserraum-Vermutung
Die von Casson-Jungreis und Gabai bewiesene Seifert-Faserraum-Vermutung besagt, dass eine 3-Mannigfaltigkeit genau dann eine Seifert-Faserung ist, wenn das Zentrum ihrer Fundamentalgruppe isomorph zur Gruppe der ganzen Zahlen {\displaystyle \mathbb {Z} } ist.

### Waldhausens Starrheitssatz
Waldhausens Starrheitssatz besagt, dass jede Homotopieäquivalenz zwischen Haken-Mannigfaltigkeiten homotop zu einem Homöomorphismus ist. Insbesondere sind Haken-Mannigfaltigkeiten durch ihre Fundamentalgruppen eindeutig bestimmt.

### Waldhausen-Vermutung
Die von Tao Li bewiesene Waldhausen-Vermutung besagt, dass eine geschlossene, orientierbare, irreduzible, atoroidale 3-Mannigfaltigkeit bis auf Isotopie nur endlich viele Heegaard-Zerlegungen mit Heegaard-Flächen gegebenen Geschlechts {\displaystyle g} besitzt.

### Smith-Vermutung
Die Smith-Vermutung besagte, dass Diffeomorphismen {\displaystyle f\colon S^{3}\to S^{3}} endlicher Ordnung eine unverknotete Fixpunktmenge haben. Sie wurde in den 80er Jahren mit Hilfe der Geometrisierung von 3-Mannigfaltigkeiten bewiesen.

### Satz über zyklische Chirurgie
Sei {\displaystyle M} eine zusammenhängende, kompakte, orientierbare, irreduzible 3-Mannigfaltigkeit, die keine Seifert-Faserung ist und deren Rand ein Torus ist. Der Satz über zyklische Chirurgie besagt: wenn zwei unterschiedliche Dehn-Füllungen zu Mannigfaltigkeiten mit zyklischen Fundamentalgruppen führen, dann ist die Schnittzahl der Ränder der Meridiane der beiden eingefüllten Volltori höchstens 1.

### Hyperbolische Dehn-Chirurgie
Der von Thurston bewiesene Satz über hyperbolische Dehn-Chirurgie besagt, dass fast alle durch Dehn-Chirurgie an einem gegebenen hyperbolischen Knoten {\displaystyle K} erzeugten Mannigfaltigkeiten ebenfalls hyperbolisch sind.

### Zahmheits-Satz
Die von Agol und Calegari-Gabai bewiesene Marden-Vermutung besagt, dass jede vollständige, 3-dimensionale hyperbolische Mannigfaltigkeit mit endlich erzeugter Fundamentalgruppe topologisch zahm, also homöomorph zum Inneren einer kompakten Mannigfaltigkeit ist.

### Lemma von Margulis
Das Lemma von Margulis beschreibt die dünnen Teile einer hyperbolischen Mannigfaltigkeit.
Insbesondere erhält man, dass eine hyperbolische 3-Mannigfaltigkeit genau dann endliches hyperbolisches Volumen hat, wenn sie das Innere einer kompakten Mannigfaltigkeit ist, deren Rand aus inkompressiblen Tori besteht oder leer ist.

### Mostow'scher Starrheitssatz
Hyperbolische Metriken endlichen Volumens sind auf einer 3-Mannigfaltigkeit, wenn sie existieren, eindeutig bis auf Isometrie. Äquivalent gibt es bis auf Konjugation nur eine diskrete Einbettung der Fundamentalgruppe in die Isometriegruppe des 3-dimensionalen hyperbolischen Raumes.
Insbesondere sind geometrisch definierte Invarianten wie Volumen, Chern-Simons-Invariante und Längenspektrum auch topologische Invarianten von hyperbolischen Mannigfaltigkeiten endlichen Volumens.

### Geometrisch endliche Kleinsche Gruppen
Sei {\displaystyle M=\Gamma \backslash \mathbb {H} ^{3}} eine hyperbolische 3-Mannigfaltigkeit unendlichen Volumens. Die Kleinsche Gruppe {\displaystyle \Gamma \subset \operatorname {Isom} (\mathbb {H} ^{3})} ist geometrisch endlich, wenn sie eine der folgenden äquivalenten Bedingungen erfüllt:
- es gibt einen Fundamentalpolyeder mit endlich vielen Seitenflächen
- für alle {\displaystyle x\in \mathbb {H} ^{3}} hat der Dirichlet-Bereich endlich viele Seitenflächen
- der konvexe Kern {\displaystyle C(M)} von {\displaystyle M=\Gamma \backslash \mathbb {H} ^{3}} hat endliches Volumen.

Geometrisch endliche hyperbolische Metriken auf einer gegebenen 3-Mannigfaltigkeit werden durch ihre konformen Ränder (d. h. die Quotienten der Diskontinuitätsbereiche in der Sphäre im Unendlichen) eindeutig bestimmt.

### Satz über Endelaminierungen
Ein Ende einer hyperbolischen 3-Mannigfaltigkeit {\displaystyle M} heißt geometrisch endlich, wenn es eine Umgebung besitzt, die vom konvexen Kern {\displaystyle C(M)} disjunkt ist. Andernfalls heißt das Ende geometrisch unendlich. Wenn ein Ende {\displaystyle e} einer hyperbolischen 3-Mannigfaltigkeit {\displaystyle M} geometrisch unendlich ist, dann gibt es zu jeder Umgebung {\displaystyle U} von {\displaystyle e} eine geschlossene Geodäte {\displaystyle \gamma \subset M} mit {\displaystyle \gamma \cap U\not =\emptyset }. Für ein geometrisch unendliches Ende der Form {\displaystyle S\times (0,\infty )} definiert man die Endenlaminierung als die Laminierung der Fläche {\displaystyle S}, welche man als Grenzwert einer (jeder) Folge von jede kompakte Teilmenge letztendlich verlassenden Geodäten {\displaystyle \gamma _{n}\subset M} erhält.
Der von Jeffrey Brock, Richard Canary und Yair Minsky bewiesene Satz über Endenlaminierungen besagt, dass geometrisch unendliche Enden durch ihre Endenlaminierung eindeutig bestimmt sind.

### Satz von Thurston-Bonahon
Der Satz von Thurston-Bonahon besagt, dass eine geschlossene Fläche in einer hyperbolischen 3-Mannigfaltigkeit entweder quasigeodätisch oder eine virtuelle Faser ist.

### Satz über Flächengruppen
Die auf Waldhausen zurückgehende und von Kahn-Markovic bewiesene „surface subgroup conjecture“ besagt, dass die Fundamentalgruppe einer irreduziblen, nicht-sphärischen, geschlossenen 3-Mannigfaltigkeit eine Untergruppe isomorph zu einer Flächengruppe enthält.

### Virtuelle Haken-Mannigfaltigkeiten
Die von Ian Agol bewiesene „virtual Haken conjecture“ (VHC) besagt, dass jede 3-Mannigfaltigkeit eine endliche Überlagerung hat, die eine Haken-Mannigfaltigkeit ist.

### Virtuelle Faserungen
Die von Ian Agol bewiesene „virtual fibered conjecture“ (VFC) besagt, dass jede geschlossene 3-Mannigfaltigkeit eine endliche Überlagerung hat, die ein Flächenbündel über dem Kreis ist.